# Теліженко Олександра Василівна
Олександра Василівна Теліженко (30 березня 1952, м. Звенигородка, Черкаська обл.) — українська майстриня народного мистецтва, вишивальниця й модельєрка. Членкиня Національної спілки художників України (1989) та Національної спілки майстрів народного мистецтва України (1990), заслужена художниця України (2001).
Членкиня Комітету з Національної премії України імені Тараса Шевченка (з грудня 2016).
У шлюбі з М. М. Теліженком (1951—2024).

## Життєпис
Народилася 30 березня 1952 року в м. Звенигородка на Черкащині. Мистецьку освіту отримала у Вижницькому училищі прикладного мистецтва та у Львівському інституті прикладного та декоративного мистецтва (нині Львівська національна академія мистецтв), отримавши спеціальність «художник-модельєр». Своїми учителями вважає Володимира Овсійчука, Карла Звіринського та Миколу Опанащука.
Працювала модельєркою-конструкторкою, художницею-модельєркою, головною художницею на Черкаській фабриці художніх виробів імені Лесі Українки (1979—1991). Вивчала народну вишивку, брала участь у численних експедиціях по селах Черкащини, створила на підприємстві народний музей, в основу якого лягли оригінальні матеріали польових досліджень.
1993 року Олександра Теліженко заснувала унікальне у своєму роді Науково-творче виробниче підприємство «АРТА», яке спеціалізується на створенні сучасного національного мистецького продукту: сценічних костюмів, геральдичних творів, мистецьких подарунків, виконанні комплексів монументально-інтер'єрних робіт.
Займається педагогічною діяльністю: доцент Черкаського державного технологічного університету (2004—2007), старша викладачка Університету банківської справи НБУ м. Київ (2011—2013), від 2017 р. — старша викладачка Вижницького коледжу прикладного мистецтва ім. Ю. Шкрібляка (2017), доцент кафедри дизайну Східноєвропейського університету імені Рауфа Аблязова. Веде наукову роботу, має численні публікації у фахових виданнях.
На основі наукових праць вчених-етнографів розробила композицію візерунків Рушника Національної Єдності, який був створений у 2007—2008 роках представниками всіх областей України та чотирьох діаспор як Оберіг громадян України та українців світу.
Голова Черкаського обласного осередку Національної спілки майстрів народного мистецтва України (1991—2009).
Членкиня Комітету з Національної премії України імені Тараса Шевченка (2017—2020).
Учасниця обласних, республіканських і міжнародних художніх виставок від 1984 р.
Твори зберігаються в музеях України, приватних колекціях в Австралії, Канаді, Німеччини, США.

## Творчість
Працює в галузі художнього текстилю: художня вишивка (авторська техніка), сценічний костюм, рушники, вишивані панно (картини-пейзажі, картини-натюрморти, квіткові композиції). Художниця творчо інтерпретує надбання народної вишивки.
На початку повномасштабного російського вторгнення в Україну створила першу в світі бойову вишиванку — манишку, вишиту зеленими й охристими нитками, яку можна прикріпити до стандартної сорочки Збройних сил України.
Захоплюється творенням рушників, які еволюціонують у бік монументально-декоративних панно. Рушники художниці — це оповідь про долю народу, про історичні шляхи його розвитку, роздуми про сенс життя людини, її життєві дороги, безмежність Всесвіту, зв′язок людини з космосом. Кожна робота наповнена глибокої змістовності, передає високі патріотичні почуття. 2024 року майстриня представила свій творчий доробок за 30 років на виставці «Рушниковий гай» в Українському домі (Київ). На виставці експонувався 21 рушник: «Рушник Миру», рушники «Тріумф жінки», «Шлях аріїв», «Оратанія», «Українонько моя», «Земля священна», «Козацьке бароко», «Вогонь душі Тараса», «Холодний яр», «Зоряний клич», «Роде наш красний», «Озовись до мене», «Тиша і грім», «Осяяння», «Роксолана», «Та буде слава твоя», «Звізда-Полин», «Нарбутівський», рушниковий триптих у двох виявах «Вода — стихія життєдайна», і центральний — «Вогонь космічний. Зеніт Українського Сонця».
2023 року вийшла друком поетично-мистецька збірка Олександри Теліженко «Другий вимір», присвячена воїнам-захисникам України. Окрім патріотичних та духовних поезій, у книзі вміщені картини та фрагменти рушників майстрині, в яких, за її словами, закодовано символи перемоги і щасливого майбутнього. Презентацію видання приурочили до Дня Героїв, який в України відзначають 23 травня.

## Нагороди та відзнаки
- Нагороджена орденом княгині Ольги III ступеня.
- Всеукраїнська премія «Жінка ІІІ тисячоліття»